# Fayssac
Fayssac é uma comuna francesa na região administrativa da Occitânia, no departamento de Tarn. Estende-se por uma área de 7.62 km², e possui 349 habitantes, segundo o censo de 2018, com uma densidade de 46 hab/km².